# Miroslav Filipović
Miroslav Filipović   (Jajce, 5 de juny de 1915 - Zagreb, 29 de juny de 1946) va ser frare franciscà croat. Entre altres responsabilitats va ser l'encarregat del camp de concentració de Jasenovac a Iugoslàvia durant la Segona Guerra Mundial. Radical nacionalista croat d'ideologia feixista (Va ser membre de l'Ústaixa), Miroslav Majstorović (nom amb què es faria famós) combinà la religió amb l'extremisme ideològic.

## Abans de 1942
Batejat amb el nom de Miroslav Filipović, entrà a formar part de l'orde franciscà en 1938 al monestir de Petrićevac (prop Banja Luka), on agafà "Tomislav" com a nom de religiós. En Gener de 1942, finalitzà els seus exàmens teològics a Sarajevo fet que comportà que fos assignat capellà de Rama a la regió de Šćit (Hercegovina nord).Tanmateix, tornà a Petrićevac i en comptes de servir a Rama, es va convertir en capellà militar per a l'Ústaixa, l'organització de caràcter feixista i ultra-nacionalista croata que controlà el règim titella croata durant l'ocupació nazi de Iugoslàvia.
Aquest estat, creat a causa de la desaparició del Regne de Iugoslàvia per part de la Wehrmacht el 1941,rebia el suport de les "Forces Armades Croates" qui, junt a les forces de l'Eix, lluità en la campanya dels Balcans contra els Partisans i els Txètniks.

## Capellà de l'Ústaixa
El Capellà Filipović va ser assignat a la 2nd Poglavnik Brigada de Guardaespatlles (una unitat militar ústaixa) a Banja Luka. El 7 de febrer de 1942, feren una incursió a les viles de majoria ortodoxa sèrbia de Drakulići, Motike i Sargovac, on van matar 1300 persones.
El llibre Magnum Crimen (El Gran Crim) escrit per Viktor Novak en 1948 ens descriu l'escena:
| « | "Un germà del monestir de Petrićevac, Tomislav Filipović, entrà a classe en horari lectiu junt a 12 ústaixes, imitant Jesucrist i els dotze apòstols. ordenà a la mestra Dobrila Martinović de portar a un nen serbi davant de la classe. Sense sospitar res, la mestra cridà a Radojka Glamočanin, una nena molt maca, filla d'en Đuro Glamočanin, un respectat ciutadà de Drakulić, que aleshores es trobava empresonat a Alemanya. El germà rebé amablement la nena, la va pujar al atril i va procedir a degollar-la lentament davant de tots els altres nens, la mestra i els ústaixes. va condir el pànic, els nens xisclaven i saltaven. El germà, tranquil i amb l'estil de l'orde Jesuïta, s'adreçà de manera cerimoniosa cap als ústaixes: "Ústaixes, en el nom de Déu jo batejo aquestos degenerats, i vosaltres deuríeu de seguir el meu exemple. Sóc el primer en acceptar tot pecat que hi hagi a la meva ànima; I us confessaré i absoldré de tot pecat." | » |

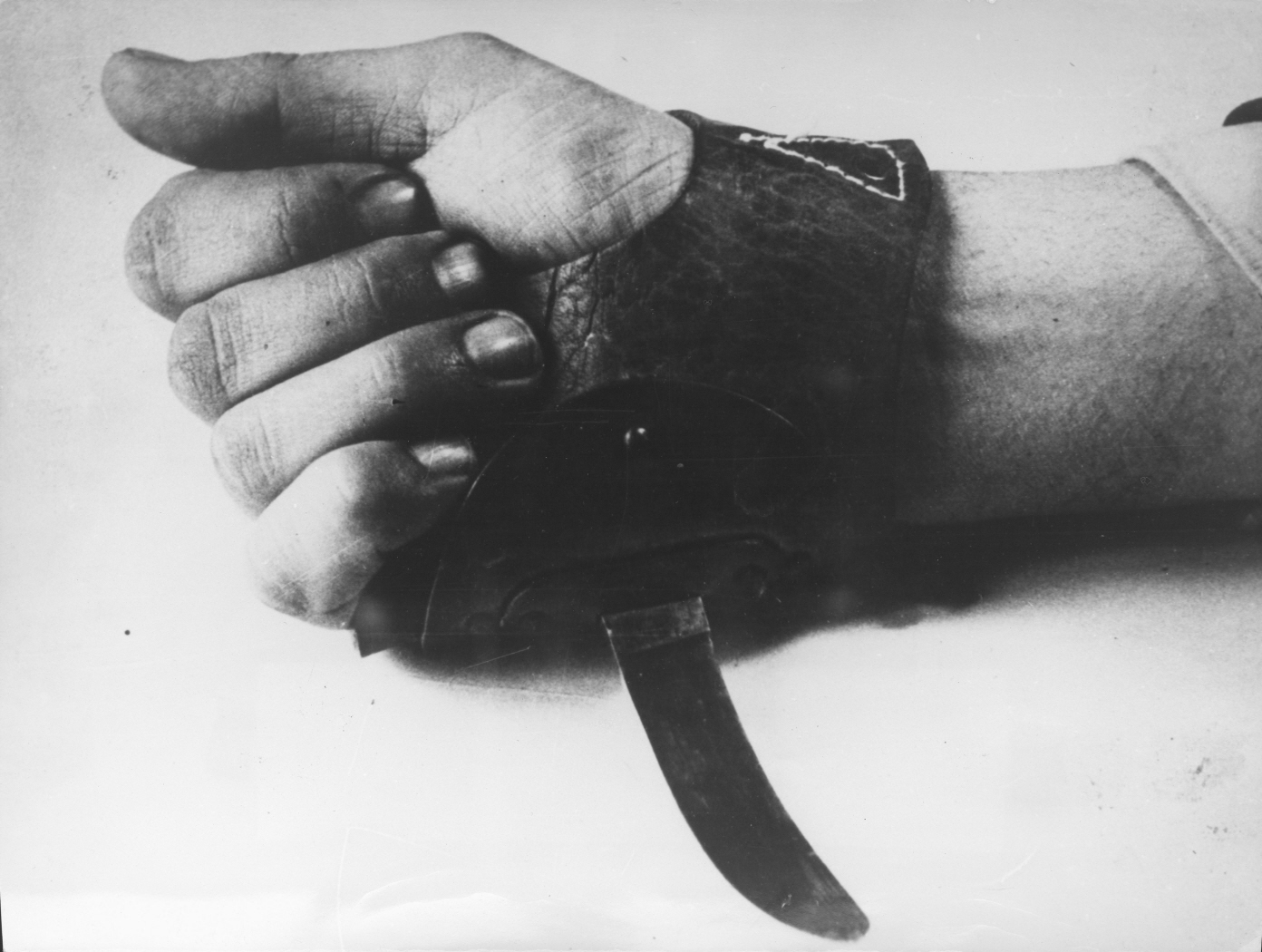
El srbosjek, ganivet utilitzat per l'Ústaixa per a la ràpida execució de reclusos als seus camps de concentració.

## Postguerra
Després de la guerra, se'l va jutjar per crims de guerra, on ell admeté haver matat sobre 100 persones cada dia, nens inclosos. No és clar si es referia als quatre mesos en què va ser responsable del camp de concentració de Jasenovac, o al seu paper durant quatre anys de guerra. En el primer cas, estariem parlant de 12.000 víctimes; si es tractara del segon cas, estaríem parlant d'unes xifres properes a les 146.000 persones, la qual cosa seria bastant improbable.
Filipović/Majstorović va ser sentenciat a pena de mort. Se'l va penjar amb les robes de religiós que ell solia portar al camp de concentració.